# Альбатрос жовтоголовий
Альбатрос жовтоголовий, також короткохвостий або білоспинний (Phoebastria albatrus) — рідкісний морський птах родини альбатросових (Diomedeidae).

## Розповсюдження
Альбатрос жовтоголовий — кочівний тихоокеанський птах, раніше гніздився на вулканічних островах Тихого океану — Пескадорські острови, Рюкю, Дайто, Бонін. Сьогодні гніздів'я короткохвостих альбатросів зустрічаються на японських островах Торісіма і Сенкаку.

## Розмноження
Птах гніздиться на островах вулканічного походження, з обривистими берегами, покритими травою. Статева зрілість наступає в 7-8 років. Як і всі альбатроси, жовтоголовий альбатрос відкладає тільки одне яйце, яке протягом 64 днів насиджують поперемінно обидва батьки. Близько 5 місяців пташенята залишається в гнізді, батьки годують їх напівперевареною їжею — кальмарами, рибою, морськими ракоподібними, відходами із звіробійного і риболовецького промислів.

## Зникаючий вид
Альбатрос жовтоголовий вважається зникаючим видом. На сьогоднішній момент, ймовірно, налічується від 250 до 1000 особин. Основними причинами зникнення цього птаха вважаються пізнє настання статевої зрілості, велика смертність пташенят від щурів і здичавілих кішок, вулканічна діяльність, браконьєрський відстріл птахів.